# Энтропия программного обеспечения
Работа Ивара Якобсона и других по разработке программного обеспечения, описывает программную энтропию следующим образом:
Второй закон термодинамики основан на том, что беспорядок в замкнутой системе не может уменьшаться, он может только оставаться неизменным или расти. Мерой беспорядка является энтропия. Этот закон справедлив и для программных систем. При модификации системы её беспорядок может только расти, это и называется энтропия ПО.
В разработке ПО есть похожие теории. Мэнни Леман в работе 1985 предложил несколько законов, два из которых:
1. Используемая компьютерная программа будет модифицирована;
2. Когда компьютерная программа модифицируется, её сложность увеличивается, при условии что никто этому не препятствует.

Эндрю Хант и Дэйвид Томас использовали теорию разбитых окон как метафору к энтропии в разработке программного обеспечения
Рефакторинг может привести к сокращению энтропии ПО.
Энтропия ПО растёт при накоплении технического долга.